# Tanjungkerta (Pagerageung)
Tanjungkerta is een bestuurslaag in het regentschap Tasikmalaya van de provincie West-Java, Indonesië. Tanjungkerta telt 5261 inwoners (volkstelling 2010).